# Reológia
A reológia tudománya az anyagok folyási tulajdonságainak vizsgálatával foglalkozik. Kapcsolódik részben a vegyészmérnöki tudományhoz, részben a szilárdságtanhoz.
A reológia kezdeteit Eugene Cook Bingham és Markus Reiner fektették le 1929. december 9-én, megalapítva a The Society of Rheology társaságot. A kezdetek idején fejlődött ki a műanyagipar. Ekkor nyilvánvalóvá vált, hogy a korábban fémekre kidolgozott elasztikus modell többé már nem elegendő az anyagok tulajdonságainak megfelelő leírásához.
Az elnevezés eredete: Πάντα ῥεῖ („minden folyik”; idézet Hérakleitosztól).

## Alapok

### Rendszerezés
| kontinuum- mechanika | szilárd testek mechanikája, szilárdságtan | rugalmasság           | rugalmasság |
| kontinuum- mechanika | szilárd testek mechanikája, szilárdságtan | képlékenység          | reológia    |
| kontinuum- mechanika | áramlástan                                | nemnewtoni folyadékok | reológia    |
| kontinuum- mechanika | áramlástan                                | newtoni folyadékok    |             |

A táblázat egyesíti a reverzibilis és az irreverzibilis alakváltozások rendszerét; a lineáris és a nemlineáris jelenségeket.

### Erő és alakváltozás
A merev testek alakja nem változik meg a külső erők hatására. A deformálható testek alakja Robert Hooke törvénye értelmében a külső erők hatására, azokkal arányosan megváltozik. A tizennyolcadik században ezt d'Alembert azzal egészítette ki, hogy egységes szemléletbe foglalta a dinamikus és a sztatikus erőket. Az alakváltozást kezdetben csak húzó igénybevételre értelmezték.
A dinamikus erők a mozgásállapot megváltozásából (gyorsulásból, vagy lassulásból) származnak. A sztatikus erők az állandó, nyugvó terhelésből származnak, például a súlyterhelésből.

### A deformálható testek szilárdságtana
- Korpuszkuláris megközelítés. Ennek értelmében az anyagnak az erő hatására történő alakváltozása az anyagszerkezeti alapokból levezethető.
- Fenomenológiai megközelítés. Ennek értelmében elegendő az anyag viselkedését vizsgálni, a belső felépítés ismerete nélkül.

A szilárd testek szilárdsága alaktartó. A folyadékok szilárdsága térfogattartó.

### A reológia szemléletmódja
- Mikroreológia. Ennek értelmében az anyag szerkezetének ismerete alapján leírhatóak a reológiai tulajdonságai.
- Makroreológia. Ennek értelmében elegendő kísérleti úton vizsgálni az anyagot, belső szerkezetének ismerete nélkül. Erre a gondolatra építve készítettek nagyon sok experimentális mérőeszközt, pl. konzisztométer, reo-viszkoziméter, mikroplaszkométer, képlékenységmérő, farinográf.

### A linearitás kérdése
A deformálható testek tulajdonságainak leírása lineáris egyenletekkel történik. A reológia lehetővé teszi bonyolultabb összefüggések alkalmazását is. Bonyolultság szerint rendezve:
1. Időbeli deriváltak hatásának kiszámítását.
2. A hőmérsékletfüggés figyelembe vétele
3. Az alakváltozás, a nyírósebesség, a nyírófeszültség, stb. hatványkitevője nemcsak 1 lehet. Ilyen pl. a látszólagos viszkozitás. Ilyen az Ostwald–de Waele egyenlet
4. A reológiai jellemzők értékkészletének különféle intervallumában eltérő viselkedést írhatunk le
5. A reológiai jelenségek lehetnek irreverzibilisek. A leggyakrabban értelmezett irreverzibilis jelenség a szerkezeti viszkozitás.
6. A reológiai tulajdonságok eltérőek lehetnek a terhelés növekedése közben és a terhelés csökkentése (a tehermentesítés) közben. Ennek jellegzetes példája a mechanikai hiszterézis

## A reológiaaxiómái
1. Az izotróp erő hatása reverzibilis mindaddig, amíg kémiai, vagy szerkezeti változás nem történik
2. Az alakváltozások összetettek; elemi alakváltozások szuperpozíciói (Boltzmann-féle szuperpozíciós elv)
3. A rendszert leíró változók értékének zérussá válása esetén az egyenletek egyszerűbb reológiai rendszerek egyenleteivé degradálódnak

## Alapmodellek
A reológia három alapvető modell segítségével írja le az anyagok tulajdonságait:
- elasztikus (Hooke-test)
- viszkózus (Newton-test)
- plasztikus (Saint-Venant-test)

A reológiában használatos fizikai mennyiségek és összefüggések:
F: erő
A: keresztmetszet
σ: mechanikai feszültség {\displaystyle \sigma ={\frac {F}{A}}}
l: a test eredeti mérete
dl: a test méretének megváltozása a rá ható feszültség hatására
ε: relatív alakváltozás {\displaystyle \varepsilon ={\frac {dl}{l}}}

### Elasztikus test
| Szimbóluma | Függvénye |
| ---------- | --------- |
|            |           |

Alternatív elnevezése: Hooke-test, rugó elem
Elasztikus az a test, amelynek relatív alakváltozása arányos a testre ható mechanikai feszültség értékével
Az alapmodell esetén feltételezzük, hogy
- csak egy térbeli irányban hat feszültség a testre és ez
- csak ugyanabban az irányban okoz alakváltozást

Az elasztikus test jellemző sajátossága a rugalmassági modulusz (Young-modulus). Ez anyagi tulajdonság, amely a feszültség és a relatív alakváltozás értékét kapcsolja össze:
{\displaystyle \sigma =E\cdot \varepsilon }
Az ábrán látható az elasztikus test függvénye. Ez a függvény egyenes, amelynek meredeksége a rugalmassági modulus.
Jelképe a helyettesítő vázlatokon: a rugó

### Viszkózus test
| Szimbóluma | Függvénye |
| ---------- | --------- |
|            |           |

Alternatív elnevezése: Newton-test
Viszkózus az a test, amelyen állandó τ nyírófeszültség (csúsztatófeszültség) állandó {\displaystyle {\frac {{\mbox{d}}\varepsilon }{{\mbox{d}}t}}} sebességű folyási jelenséget hoz létre
Newton törvénye értelmében:
{\displaystyle \tau =\eta {\frac {{\mbox{d}}\varepsilon }{{\mbox{d}}t}}}
Itt η a dinamikai viszkozitási együttható
A relatív alakváltozás hely szerinti deriváltját a hidrodinamikában sebességgradiensnek nevezik: {\displaystyle {\frac {{\mbox{d}}v}{{\mbox{d}}l}}}. A reológiában a neve: nyírósebesség. A mértékegység elemzése megmutatja, hogy mindkettőnek a mértékegysége s−1.
Értelemszerűen, azokat a folyadékokat, amelyek eltérnek a fenti definíciótól, nemnewtoni folyadékoknak nevezzük.
Az ábrán a független változó most a nyírósebesség. A függvény egyenes vonal, amelynek meredeksége a viszkozitási együttható
Jelképe a helyettesítő vázlatokon: a lengéscsillapítóhoz hasonló ábra.
A valódi lengéscsillapítókban áramlási veszteség lép fel, amely a sebesség négyzetével arányos. A viszkózus elem szimbóluma a sebességgel arányos modellre utal

### Plasztikus test
| Szimbóluma | Függvénye |
| ---------- | --------- |
|            |           |

Alternatív elnevezése: de Saint-Venant-test
Ha a plasztikus testre  a τ0 határfeszültségnél kisebb hat, alakváltozás nem jön létre. A határfeszültséget elérve az alakváltozás minden határon túl növekszik. Fontos megjegyezni, hogy a jelenség nem írható le az idővel összefüggésben, ezért a sebesség fogalma itt nem értelmezhető.
Az alakváltozás létrejötte csupán egy feltételtől függ. Tehát a feszültség az ok, és az alakváltozás az okozat.
A hétköznapi életben ilyen jelenség a súrlódás. Szintén plasztikus jelenség a törés, a Mohr-féle törési elmélet szerint. Ugyanígy plasztikus jelenség a földrengés is; mivel nem az idő függvényében zajlik le, ezért időben előre jelezni lehetetlen.
Jelképe a helyettesítő vázlatokon: két egymásban súrlódásosan mozgó test
- A plasztikus elem függvényének ábrája két olyan szakaszt is tartalmaz, amely nem jellemző a plasztikus viselkedésre.

1. Nullától a maximumig kell növekednie a feszültségnek, hogy a plasztikus folyás elinduljon
2. A plasztikus folyás fenntartásához a feszültségnek vissza kell esnie a τ0 határnyírófeszültségre.

Ahhoz, hogy ez valóban csak a plasztikus tulajdonságot fejezze ki, az 1. és 2. ferde szakaszoknak bele kell simulniuk a függőleges tengelybe. Ez a tény a reológia harmadik axiómáján alapul, mivel az 1. és 2. jelű szakasz valójában elasztikus tulajdonság. Tehát az ábrán látható modell csak akkor válik plasztikussá, ha az E1 és E2 rugalmassági modulusok végtelen naggyá válnak

### Egyéb közelítések
Az itt felsorolt jelenségek nem részei a reológia elméletének, de kapcsolódnak hozzá.
- Tehetetlen tömeg. A rugóhoz erősített tehetetlen tömeg jól meghatározott lengéseket végez. A rugó a reológiában is definiált elasztikus test. Ha a mozgását viszkózus test csillapítja, három elemű reológiai modellként értelmezhető
- Rideg test. A plasztikus test variánsa, azzal jellemezve, hogy törés előtti alakváltozása elhanyagolhatóan kicsi.
- Kotyogás. A plasztikus jelenségnek olyan variánsa, amelyet kétirányú elmozdulásra értelmeztek. Eszerint az erő (feszültség) hatástalan a határfeszültség alatt. Ennél nagyobb feszültségeknél nincs alakváltozás; a merev testekre leírt törvényszerűségek érvényesülnek: a test együtt mozog a mozgását okozó kényszerfeltétellel.

## Összetett modellek
Legalább két alapmodell kombinációja összetett reológiai modellt hoz létre. A leggyakrabban idézett összetett modellek
Az elemek additivitása miatt a nyírófeszültség τ és a nyomófeszültség σ jelét egységesen használjuk.
- Maxwell-test

A Maxwell-test egy elasztikus (H)ooke és egy viszkózus (N)ewton elem soros kapcsolásával jön létre. Ennek értelmében két jellemzője van: a rugalmassági modulusz és a viszkozitás
Az alakváltozások eloszlanak a két sorba kapcsolt elemi testen: {\displaystyle \varepsilon =\varepsilon _{H}+\varepsilon _{N}}. A feszültség azonos a két testen: {\displaystyle \sigma =\sigma _{H}=\sigma _{N}}
Differenciálegyenlete: {\displaystyle {\frac {{\mbox{d}}\varepsilon }{{\mbox{d}}t}}={\frac {1}{E}}{\frac {{\mbox{d}}\sigma }{{\mbox{d}}t}}+{\frac {\sigma }{\eta }}}
Időfüggvénye: {\displaystyle \sigma (t)=\sigma _{0}e^{-{\frac {E}{\eta }}t}}
Időállandója: {\displaystyle \tau ={\frac {\eta }{E}}} a relaxációs idő
- Kelvin-test (Kelvin–Voigt-modell)

A Kelvin-test egy elasztikus és egy viszkózus elem párhuzamos kapcsolásával jön létre. Ennek értelmében két jellemzője van: a rugalmassági modulusz és a viszkozitás
Az alakváltozások azonosak a két elemi testen: {\displaystyle \varepsilon =\varepsilon _{H}=\varepsilon _{N}}. A feszültségek eloszlanak a két elemi testen: {\displaystyle \sigma =\sigma _{H}+\sigma _{N}}
Differenciálegyenlete: {\displaystyle \sigma =E\varepsilon +\eta {\frac {{\mbox{d}}\varepsilon }{{\mbox{d}}t}}}
Időfüggvénye: {\displaystyle \varepsilon (t)=\varepsilon _{0}(1-e^{-{\frac {E}{\eta }}t})}
Időállandója: {\displaystyle \tau ={\frac {\eta }{E}}} a retardációs idő, számszerűen azzal az idővel azonos, amely alatt a modell az egyensúlyi deformáció 0,632-szeresét {\displaystyle (1-(1/e))} éri el.
- Bingham-test

A Bingham-test tartalmaz egy elasztikus elemet, amelyet sorba kapcsolunk további két elem párhuzamos kapcsolásával. Ezek: egy viszkózus és egy plasztikus elem.
A Bingham-modell lehetővé teszi a változó nyírósebességű viselkedés leírását, tehát a körülmények által befolyásolt viszkozitást.
Differenciálegyenlete: {\displaystyle \sigma =\sigma _{H}+K({\frac {d\varepsilon }{dt}})^{n}}
Ez a Herschel-Bulkley-modell, K a látszólagos viszkozitás, n pedig a folyási szám. A nyíró-határfeszültség elhanyagolásával az Ostwald-de Waele hatványtörvényhez jutunk
- További összetett, és nemlineáris modellek a tixotrópia, a pszeudoplasztikus és a dilatáns viselkedés (dilatancia). Ezen jelenségek szemléltetésére használjuk a folyásgörbét

## Mérések és műszerek

### Newtoni folyadékok mérése
Ebbe az osztályba soroljuk azokat a műszereket, amelyek elegendő mértékben leírják a viszkozitás newtoni törvényét. Ugyanakkor nem is teszik lehetővé a nemnewtoni folyadékok precíz megmérését. A leggyakoribbak és legismertebbek:
- kapilláris viszkoziméter (Ostwald-Fenske–Cannon)
- esőtestes viszkoziméter (Höppler)

### Nemnewtoni folyadékok mérése
Ebbe az osztályba soroljuk azokat a műszereket, amelyeknél vagy a nyírósebesség, vagy a nyírófeszültség terv szerint beállítható és mérhető
- rotációs viszkoziméter

A rotációs viszkozimétereknél azt használjuk ki, hogy
a nyírósebesség arányos a fordulatszámmal
a nyírófeszültség arányos a nyomatékkal
Leegyszerűsítve: a fordulatszámot tetszés szerint beállíthatjuk; a nyomatékot pedig mérhetjük valamilyen eszközzel (pl. erőmérő cellával)

## Külső hivatkozások
- Nemzetközi Reológiai Társaság honlapja